# Robert Reichel
Robert Reichel (* 25. června 1971 Litvínov) je bývalý český profesionální hokejista, který hrával na pozici útočníka. Je členem Klubu hokejových střelců deníku Sport. Momentálně působí jako asistent trenéra klubu HC Verva Litvínov.
V roce 2008 byl uveden do Síně slávy českého hokeje a v roce 2015 do Síně slávy IIHF .

## Hráčská kariéra
Robert Reichel je mnohonásobný český reprezentant, mistr světa z let 1996, 2000, 2001 a olympijský vítěz z roku 1998. Na olympijském turnaji v ledním hokeji hraném v rámci zimních olympijských her v Naganu výrazně pomohl k úspěchu českého národního týmu, když jako jediný hráč uspěl střelecky v samostatných nájezdech v semifinálovém zápase proti Kanadě.
Má za sebou bohatou kariéru v severoamerické NHL, kam odcestoval na německý pas, kde postupně vystřídal týmy Calgary Flames, New York Islanders, Phoenix Coyotes a Toronto Maple Leafs. Z Calgary byl do New York Islanders vyměněn 18. března 1997 za Marty McInnise, Tyrona Garmera a možnost volby v šestém kole draftu 1997. Phoenix získal Roberta Reichela 20. března 1999 za Brada Isbistera a možnost výběru v třetím kole draftu 1999. Phoenix vyměnil Roberta Reichela do Toronta 12. června 2001 s Travisem Greenem a Craigem Millsem za Dannyho Markova.
Na konci sezony 2009/2010 ukončil hráčskou kariéru a v sezóně 2010/2011 začal působit jako trenér HC Litvínov.
Jeho mladší bratr Martin hrál hokej v Německu a odehrál několik turnajů za německou reprezentaci.

## Trenérská kariéra
- 2010/2011 HC Benzina Litvínov (odvolán před koncem základní části)
- 2011/2012 HC Verva Litvínov – mladší dorost, Česká hokejová reprezentace do 16 let
- 2012/2013 HC Verva Litvínov – mladší dorost, Česká hokejová reprezentace do 16 let

## Ocenění a úspěchy
- 1988 MEJ – All-Star Tým
- 1989 MEJ – All-Star Tým
- 1989 MEJ – Nejproduktivnější hráč
- 1990 ČSHL – Nejlepší střelec
- 1990 ČSHL – Nejproduktivnější hráč
- 1990 MSJ – All-Star Tým
- 1990 MSJ – Nejlepší útočník
- 1990 MSJ – Nejlepší střelec
- 1990 MSJ – Nejproduktivnější hráč
- 1990 MS – All-Star Tým
- 1996 DEL – Nejproduktivnější hráč
- 1996 MS – All-Star Tým
- 2001 MS – All-Star Tým
- 2008 Síň slávy českého hokeje
- 2015 IIHF – Síň slávy

## Prvenství
- Debut v NHL – 8. října 1990 (Winnipeg Jets proti Calgary Flames)
- První gól v NHL – 20. října 1990 (Calgary Flames proti Boston Bruins, kanadskému brankáři Réjean Lemelin)
- První asistence v NHL – 20. října 1990 (Calgary Flames proti Boston Bruins)
- První hattrick v NHL – 16. ledna 1993 (Minnesota North Stars proti Calgary Flames)

## Klubová statistika
| Sezóna       | Klub                | Soutěž       |     | Základní část | Základní část | Základní část | Základní část | Základní část |   | Play off | Play off | Play off | Play off | Play off |
| Sezóna       | Klub                | Soutěž       | Z   | G             | A             | B             | TM            | Z             | G | A        | B        | TM       |          |          |
| 1987–88      | CHZ Litvinov        | ČSHL         | 36  | 17            | 10            | 27            | 8             | —             | — | —        | —        | —        |          |          |
| 1988–89      | CHZ Litvínov        | ČSHL         | 44  | 23            | 25            | 48            | 32            | —             | — | —        | —        | —        |          |          |
| 1989–90      | CHZ Litvínov        | ČSHL         | 44  | 43            | 28            | 71            | —             | 8             | 6 | 6        | 12       | —        |          |          |
| 1990–91      | Calgary Flames      | NHL          | 66  | 19            | 22            | 41            | 22            | 6             | 1 | 1        | 2        | 0        |          |          |
| 1991–92      | Calgary Flames      | NHL          | 77  | 20            | 34            | 54            | 32            | —             | — | —        | —        | —        |          |          |
| 1992–93      | Calgary Flames      | NHL          | 80  | 40            | 48            | 88            | 54            | 6             | 2 | 4        | 6        | 2        |          |          |
| 1993–94      | Calgary Flames      | NHL          | 84  | 40            | 53            | 93            | 58            | 7             | 0 | 5        | 5        | 0        |          |          |
| 1994–95      | Frankfurt Lions     | DEL          | 21  | 19            | 24            | 43            | 41            | —             | — | —        | —        | —        |          |          |
| 1994–95      | Calgary Flames      | NHL          | 48  | 18            | 17            | 35            | 28            | 7             | 2 | 4        | 6        | 4        |          |          |
| 1995–96      | Frankfurt Lions     | DEL          | 46  | 47            | 54            | 101           | 84            | —             | — | —        | —        | —        |          |          |
| 1996–97      | Calgary Flames      | NHL          | 70  | 16            | 27            | 43            | 22            | —             | — | —        | —        | —        |          |          |
| 1996–97      | New York Islanders  | NHL          | 12  | 5             | 14            | 19            | 4             | —             | — | —        | —        | —        |          |          |
| 1997–98      | New York Islanders  | NHL          | 82  | 25            | 40            | 65            | 32            | —             | — | —        | —        | —        |          |          |
| 1998–99      | New York Islanders  | NHL          | 70  | 19            | 37            | 56            | 50            | —             | — | —        | —        | —        |          |          |
| 1998–99      | Phoenix Coyotes     | NHL          | 13  | 7             | 6             | 13            | 4             | 7             | 1 | 3        | 4        | 2        |          |          |
| 1999–00      | HC Litvínov         | ČHL          | 45  | 25            | 32            | 57            | 24            | 7             | 3 | 4        | 7        | 2        |          |          |
| 2000–01      | HC Litvínov         | ČHL          | 49  | 23            | 33            | 56            | 72            | 5             | 1 | 2        | 3        | 2        |          |          |
| 2001–02      | Toronto Maple Leafs | NHL          | 78  | 20            | 31            | 51            | 26            | 18            | 0 | 3        | 3        | 4        |          |          |
| 2002–03      | Toronto Maple Leafs | NHL          | 81  | 12            | 30            | 42            | 26            | 7             | 2 | 1        | 3        | 0        |          |          |
| 2003–04      | Toronto Maple Leafs | NHL          | 69  | 11            | 19            | 30            | 30            | 12            | 0 | 2        | 2        | 8        |          |          |
| 2004–05      | HC Litvínov         | ČHL          | 32  | 9             | 19            | 28            | 32            | —             | — | —        | —        | —        |          |          |
| 2005–06      | HC Litvínov         | ČHL          | 52  | 11            | 26            | 37            | 50            | —             | — | —        | —        | —        |          |          |
| 2006–07      | HC Litvínov         | ČHL          | 52  | 26            | 21            | 47            | 46            | —             | — | —        | —        | —        |          |          |
| 2007–08      | HC Litvínov         | ČHL          | 51  | 23            | 7             | 30            | 62            | 5             | 1 | 0        | 1        | 0        |          |          |
| 2008–09      | HC Litvínov         | ČHL          | 47  | 14            | 31            | 45            | 72            | 1             | 0 | 0        | 0        | 2        |          |          |
| 2009–10      | HC Litvínov         | ČHL          | 52  | 13            | 28            | 41            | 88            | 5             | 3 | 4        | 7        | 0        |          |          |
| Celkem v NHL | Celkem v NHL        | Celkem v NHL | 830 | 252           | 378           | 630           | 388           | 70            | 8 | 23       | 31       | 20       |          |          |

## Reprezentace
První zápas v národním týmu: 2. listopadu 1989 Československo – Sovětský svaz (Praha).
| Rok                       | Tým                       | Soutěž                    | Z  | G  | A  | B  | TM |
| ------------------------- | ------------------------- | ------------------------- | -- | -- | -- | -- | -- |
| 1988                      | Československo 20         | MS 20                     | 7  | 3  | 8  | 11 | 2  |
| 1988                      | Československo 18         | ME 18                     | 6  | 8  | 4  | 12 | 6  |
| 1989                      | Československo 20         | MS 20                     | 7  | 4  | 4  | 8  | 4  |
| 1989                      | Československo 18         | ME 18                     | 6  | 14 | 7  | 21 | 22 |
| 1990                      | Československo 20         | MS 20                     | 7  | 11 | 10 | 21 | 4  |
| 1990                      | Československo            | MS                        | 10 | 5  | 6  | 11 | 4  |
| 1991                      | Československo            | MS                        | 8  | 2  | 4  | 6  | 10 |
| 1991                      | Československo            | KP                        | 5  | 1  | 2  | 3  | 6  |
| 1992                      | Československo            | MS                        | 8  | 1  | 3  | 4  | 2  |
| 1996                      | Česko                     | MS                        | 8  | 4  | 4  | 8  | 0  |
| 1996                      | Česko                     | SP                        | 3  | 1  | 0  | 1  | 0  |
| 1997                      | Česko                     | MS                        | 9  | 1  | 4  | 5  | 4  |
| 1998                      | Česko                     | OH                        | 6  | 3  | 0  | 3  | 0  |
| 1998                      | Česko                     | MS                        | 8  | 0  | 4  | 4  | 0  |
| 1999/2000                 | Česko                     | EHT                       | 10 | 2  | 3  | 5  | 12 |
| 2000                      | Česko                     | MS                        | 9  | 2  | 3  | 5  | 4  |
| 2001                      | Česko                     | MS                        | 9  | 5  | 7  | 12 | 4  |
| 2002                      | Česko                     | OH                        | 4  | 1  | 0  | 1  | 2  |
| 2003                      | Česko                     | MS                        | 8  | 4  | 4  | 8  | 2  |
| 2004                      | Česko                     | SP                        | 4  | 0  | 0  | 0  | 2  |
| Mistrovství světa 9×      | Mistrovství světa 9×      | Mistrovství světa 9×      | 77 | 24 | 39 | 64 | 30 |
| Olympijské hry 2×         | Olympijské hry 2×         | Olympijské hry 2×         | 10 | 4  | 0  | 4  | 2  |
| Kanadský/Světový pohár 3× | Kanadský/Světový pohár 3× | Kanadský/Světový pohár 3× | 12 | 2  | 2  | 4  | 8  |

Celková bilance 156 utkání/45 branek